# Truncatella clathrus
Espèce
Truncatella clathrus est une espèce de gastéropodes terrestres de la famille des Truncatellidae, peuplant les rivages de l'est des Caraïbes et des Bermudes.

## Description
Truncatella clathrus relève du sous-genre Tomnitinella. A ce titre, elle présente une lèvre externe réfléchie précédée d’une varice développée, et une protoconque ornée de fines rides axiales régulièrement espacées.
Truncatella clathrus est morphologiquement proche de l’espèce congénérique T. scalaris dont elle a un temps été considérée comme sous-espèce,. Elle partage avec cette espèce les caractères suivants : une coquille de forme subovale à subovale allongée, longue de 3,7 à 4,5 mm, formée de 3,5 à 4,5 tours chez les spécimens adultes, de couleur rose pâle à brun saumon clair, légèrement translucide, très épaisse. La coquille est ornée de cordons axiaux fortement développés, arrondis en section transverse, droits, parallèles à l’axe d’allongement de la coquille. La hauteur des côtes est plus importante à proximité de la suture supérieure, s’abaissant progressivement vers la base du tour. La surface est sculptée de stries spirales marquées, interrompues par de faibles et irrégulières ridulettes longitudinales. L’opercule, paucispiralé, est dépourvu de dépôt calcaire.
Truncatella clathrus, se distingue de Truncatella scalaris par le nombre de cordons axiaux, au nombre de 12 et 16 sur le dernier tour de coquille de T. clathrus, et de 8 à 11 pour T. scalaris.

## Habitat
Truncatella clathrus est un gastéropode détritivore présent juste au-dessus de la ligne d’eau des littoraux marins. C’est une espèce de milieu calcaire, rencontrée dans les endroits ombragés, peu tolérante aux conditions de dessiccation.
Des différentes espèces de truncatelle des Keys de Floride, c’est l’espèce rencontrée la plus proche de l’eau, présente sous les cailloux couvrant le sable du haut de plage.

## Distribution
L’espèce est connue des littoraux des régions suivantes :
- Bermudes[2],
- Floride[2],
- Bahamas[2],
- Cuba[2],
- Haïti[2],
- Saint-Martin[6],
- Guadeloupe[7].

## Systématique
Truncatella clathrus a pour synonymes :
- Truncatella regina Hubricht 1983
- Truncatella scalaris clathrus R.T. Lowe 1832